# Rétrométamorphisme
 (septembre 2020).

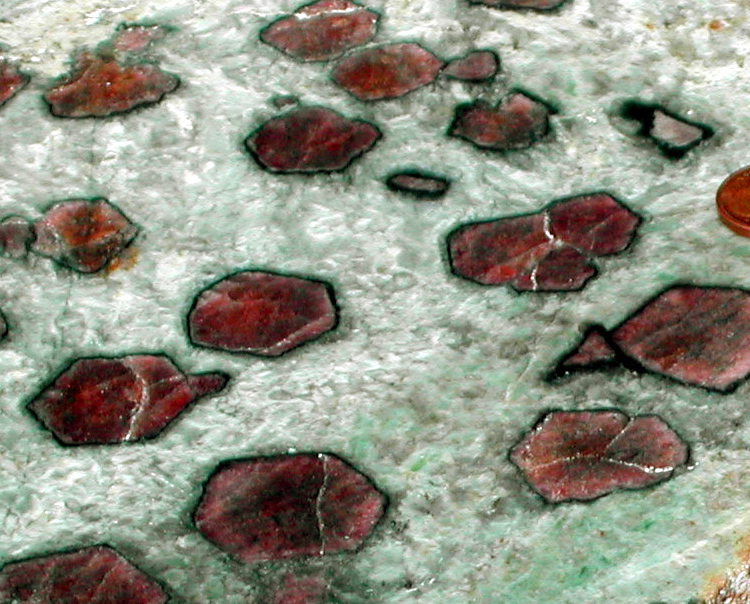
Éclogite constituée d'omphacite (pyroxène vert) et de grenat rougeâtre entouré d'une couronne réactionnelle sombre (témoin d'une réaction métamorphique incomplète). L'évolution de cette éclogite montre un stade initial de haute pression, puis une rétromorphose de haute température (la couronne d'amphibole s'étant formée lorsque la roche remonte le long du plan de subduction).

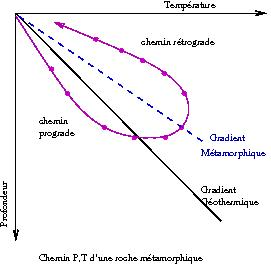
Chemin Pression, Température d'une roche métamorphique. Il montre qu'elle subit une rétromorphose lors de son exhumation.

Le rétrométamorphisme, ou la rétromorphose, ou encore le métamorphisme « régressif » ou « rétrograde », représente les transformations secondes enregistrées par une roche métamorphique auparavant enfouie à grande profondeur, au cours d'un processus d'exhumation (par exemple lorsqu'il y a obduction de cette roche lors d'une collision lithosphérique). Les transformations dues au rétrométamorphisme sont liées à la diminution de la température et/ou de la pression au cours du processus d'exhumation.

## Processus
Lors de son enfouissement à grande profondeur, une roche (composée de cristaux d'une ou plusieurs espèces minérales) se transforme sous l'effet de l'augmentation de la pression et de la température. Sa masse volumique augmente (sa densité augmente / son volume diminue). Les minéraux peu denses (donc occupant un gros volume), stables jusqu'à une certaine profondeur, sont remplacés, lorsque celle-ci augmente, par des minéraux plus denses (donc de moindre volume). Les minéraux stables aux basses températures sont remplacés par des minéraux de haute température.
Au cours du rétrométamorphisme, en phase d'exhumation, lorsque pression et température diminuent, la roche recristallise en sens inverse et repasse par les étapes franchies dans la phase d'enfouissement. Elle conserve cependant en général, sous forme de traces et de couronnes réactionnelles, la mémoire des associations minéralogiques de haute température/haute pression.

## Illustration
Par exemple, un gabbro ayant cristallisé au niveau d'une ride médio-océanique entre 2 et 6 km de profondeur, sous la forme d'une association (pyroxène + plagioclase), passera, à mesure qu'il se refroidira en s'éloignant de la ride, par le faciès amphibolite (pyroxène + plagioclase + amphibole). Entraîné dans une subduction, il atteindra le faciès schistes bleus, puis, si la profondeur augmente encore, le faciès éclogite. Un processus d'exhumation (obduction) le fera repasser par les faciès schistes bleus, puis schistes verts. Au total, le faciès métamorphique initial (amphibolite) aura cédé la place à un faciès de degré plus faible (schiste vert).